# 五车增一
英仙座59，又名BD+43 1043，HD 29722、SAO 39699、HR 1494，是英仙座的一颗恒星，视星等为5.29，位于銀經160.95，銀緯-1.78，其B1900.0坐标为赤經4h 35m 48.5s，赤緯+43° -1.78′ 29″。